# FMA I.Ae. 25
Die FMA I.Ae. 25 Mañque war ein Lastensegler des argentinischen Herstellers Fábrica Argentina de Aviones.

## Geschichte
Nachdem Lastensegler in Europa von den Alliierten erfolgreich eingesetzt wurden, beauftragte die argentinische Luftwaffenführung FMA 1944 mit der Entwicklung eines eigenen Modells.

## Konstruktion
Die Konstruktion ähnelte stark dem US-amerikanischen Waco CG-4A. Die Mañque war ein abgestrebter Schulterdecker mit rechteckigem Rumpfquerschnitt und einem mit Stoff bespannten Holzrahmen. Die I.Ae. 25 konnte neben der zweiköpfigen Besatzung noch dreizehn vollausgerüstete Soldaten tragen. Das Projekt wurde jedoch bereits nach nur einem Testflug beendet.

## Technische Daten
| Kenngröße                       | Daten    |
| ------------------------------- | -------- |
| Besatzung                       | 2        |
| Passagiere                      | 13       |
| Länge                           | 17,40 m  |
| Spannweite                      | 25,5 m   |
| Höhe                            | 3,84 m   |
| Flügelfläche                    | 79,01 m² |
| Flügelstreckung                 | 8,2      |
| Leermasse                       | 2.460 kg |
| max. Startmasse                 | 3.580 kg |
| Minimale Gleitgeschwindigkeit   | 61 km/h  |
| Maximale Schleppgeschwindigkeit | 220 km/h |